# Juhan Liivi 4
Juhan Liivi 4  est un édifice construit à Tartu en Estonie.

## Présentation
Juhan Liivi 4 est l’ancien bâtiment des archives historiques estoniennes à l’adresse Juhan Liivi tänav 4. 
Le bâtiment est classé monument du patrimoine culturel.
Conçu par Reinhold Guleke, le bâtiment a été construit en 1901-1904  pour servir de dortoir aux étudiants de l'université de Tartu. 
À partir des années 1920, le bâtiment a été utilisé comme bâtiment d’archives.

## Galerie

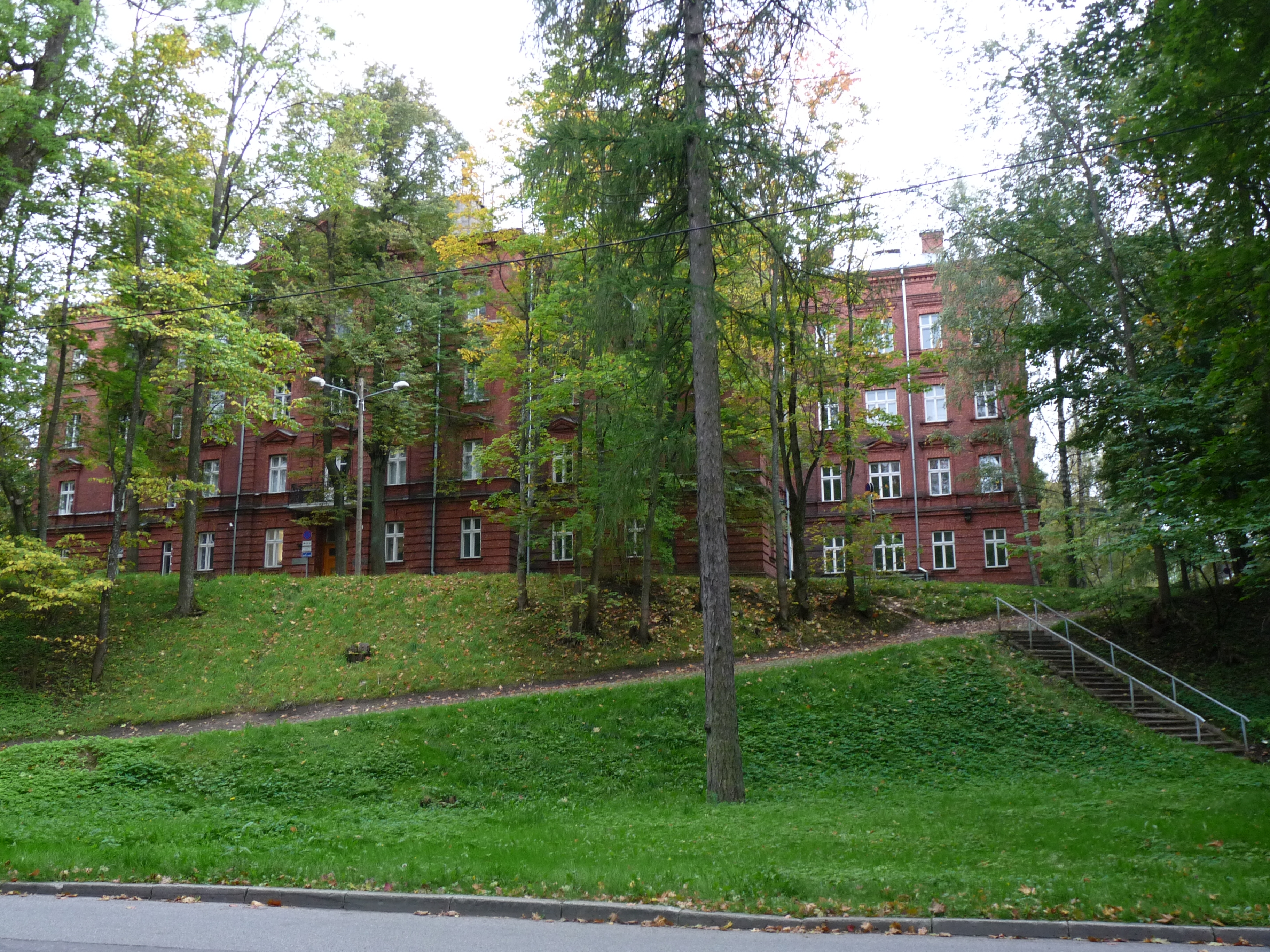
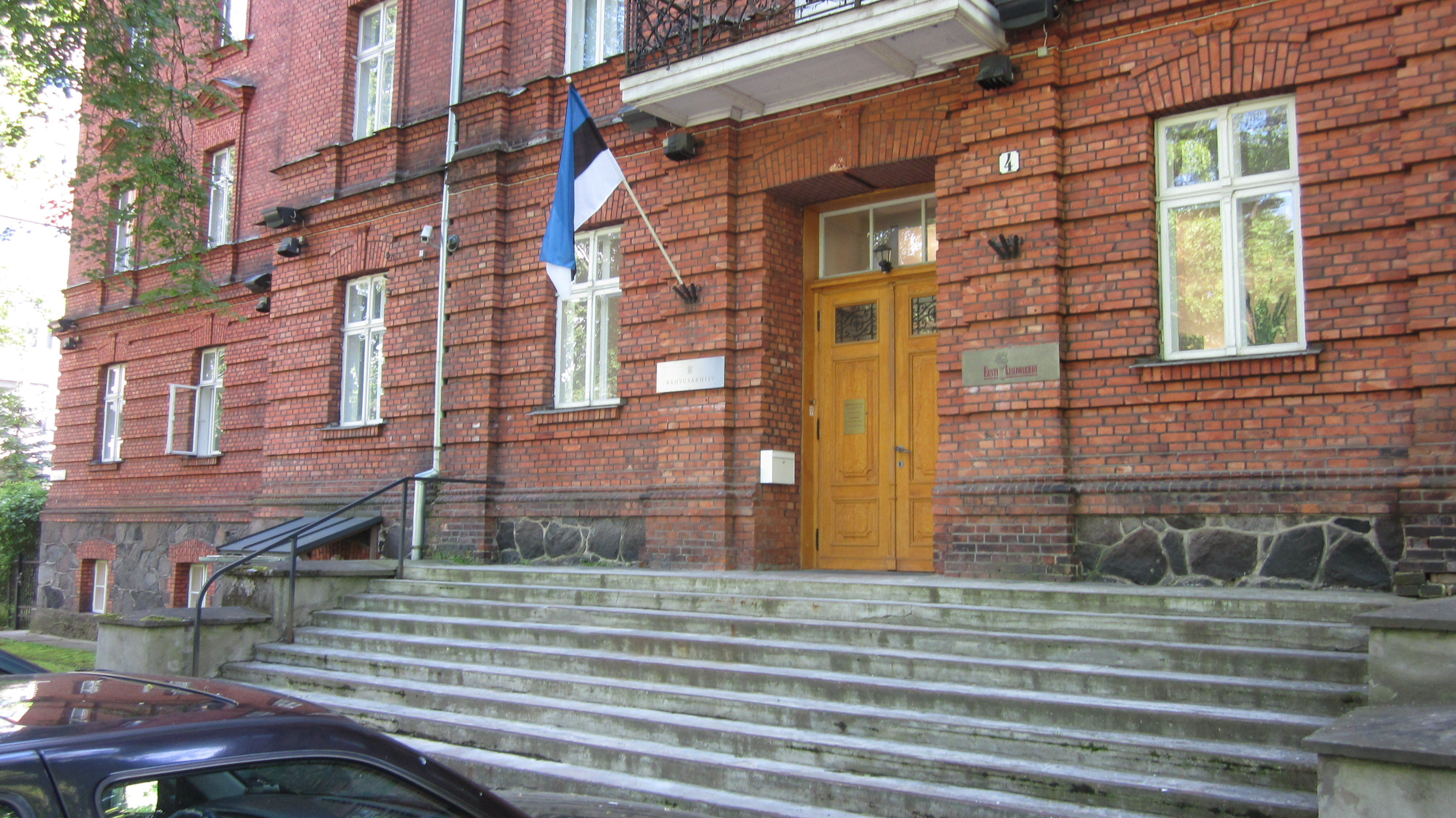